# Discours de Volodymyr Zelensky lors de l'invasion russe de l'Ukraine en 2022

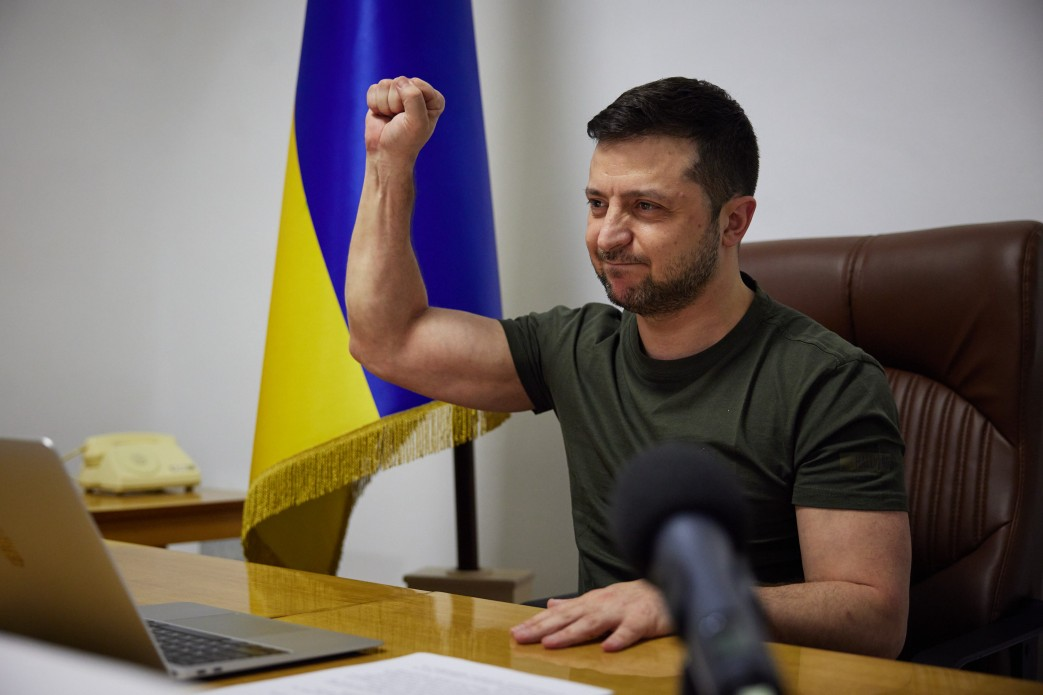
Le Président Zelensky s'adressant au Parlement britannique le 8 mars 2022

Au cours de l'invasion russe de l'Ukraine en 2022, qui a débuté le 24 février 2022, le président ukrainien Volodymyr Zelensky a prononcé un certain nombre de discours sous plusieurs formats, notamment sur les réseaux sociaux et devant des législatures étrangères. Les discours ont reçu une attention particulière, un certain nombre de commentateurs citant un effet positif sur le moral ukrainien et sur le soutien international à la résistance ukrainienne à l'invasion,,,,.

## Vidéos sur les réseaux sociaux
Le 25 février, le deuxième jour de l'invasion, des inquiétudes ont d'abord été exprimées quant à l'endroit où il se trouvait après avoir manqué un appel téléphonique prévu avec le Premier ministre italien Mario Draghi. Plus tard dans la journée, cependant, il a posté une vidéo de lui accompagné de plusieurs conseillers devant le Palais Mariinsky dans le centre de Kiev. Dans la vidéo, il a prononcé un bref discours déclarant que "Nous sommes ici" et que "Nous défendons notre indépendance, notre État, et nous continuerons à le faire". Plus tard dans la journée, il a publié une autre vidéo d'un court discours traitant de l'Offensive de Kiev, exhortant les habitants de Kiev à riposter "de toutes les manières possibles". Le 24 février, Zelensky avait eu une téléconférence avec les dirigeants de l'Union européenne.
Le 26 février, il a publié un court discours mettant en garde contre la désinformation selon laquelle il avait fui Kiev. Le même jour, il a déclaré qu'il avait refusé une offre des États-Unis d'être évacué de la ville, affirmant que "le combat est là; j'ai besoin de munitions, pas d'un tour".

## Discours devant les Parlements étrangers

Parlements devant lequels V. Zelensky s'est exprimé à la suite de l'invasion à grande échelle

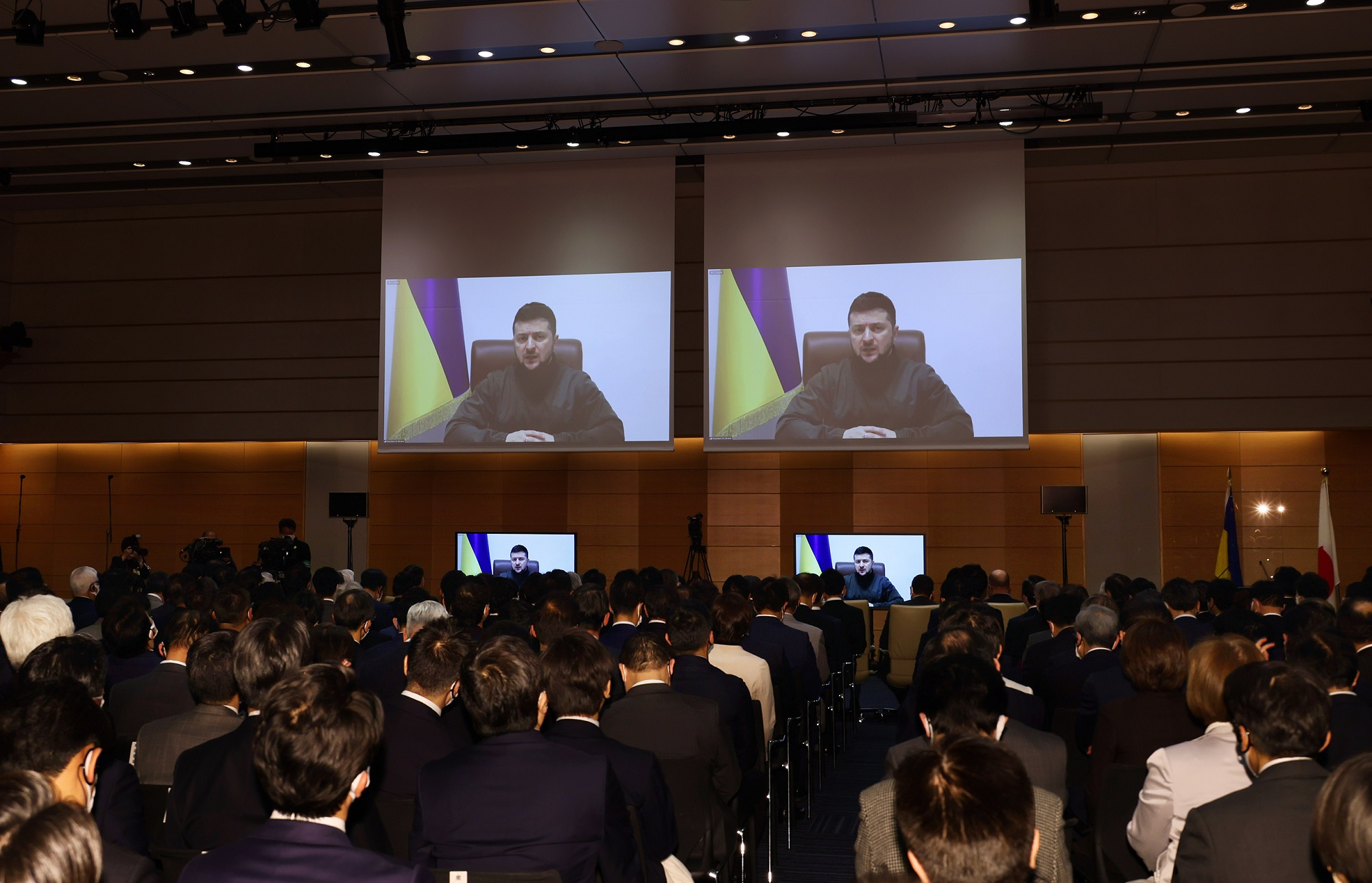
À la Diète nationale japonaise, reçu avec une standing ovation.

Après le commencement de l'invasion à grande échelle par la Russie, le président ukrainien a commencé à s'adresser aux parlements étrangers. Il s'exprime ainsi à 34 reprises dans les quatre mois qui suivent le début de l'invasion. Ne pouvant quitter l'Ukraine, tous les discours sont organisés exclusivement en visioconférence, jusqu'au 21 décembre 2022 avec le premier voyage à l'étranger de Volodymyr Zelensky depuis le début de l'invasion à grande échelle. À partir de cette date, il est présent physiquement devant certains parlements.
| Date             | Parlement                                         | En présence | En visioconférence | Notes |
| ---------------- | ------------------------------------------------- | ----------- | ------------------ | --- |
| 1 mars 2022      | Parlement européen                                |             | Oui                | |
| 8 mars 2022      | Chambre des communes du Parlement du Royaume-Uni, |             | Oui                | Treize jours de lutte, |
| 11 mars 2022     | Sejm de Pologne                                   |             | Oui                | |
| 15 mars 2022     | Parlement du Canada                               |             | Oui                | troisième président ukrainien à s'adresser au Parlement canadien après Petro Porochenko en 2014 et Victor Iouchtchenko en 2008. Après le discours, les présidents de la Chambre des communes et du Sénat, ainsi que les chefs des partis politiques représentés à la Chambre des communes ont fait des déclarations sur le discours, exprimant tous leur soutien à Zelensky. |
| 16 mars 2022     | Congrès des États-Unis,                           |             | Oui                | Après le discours, le Président des États-Unis Joe Biden a déclaré que les États-Unis fourniraient à l'Ukraine 800 millions de dollars supplémentaires d'aide militaire et a déclaré qu'il considérait Poutine comme un « criminel de guerre », la première fois que Biden accusait officiellement le gouvernement russe de crime de guerre depuis le début de l'invasion à grande échelle. |
| 17 mars 2022     | Bundestag allemand                                |             | Oui                | Il a déclaré que l'Allemagne avait tenté d'apaiser la Russie dans les années 2010, notamment par le biais d'accords commerciaux tels que Nord Stream 2, et qu'elle avait échoué dans sa responsabilité historique post-Holocauste. Il a également invoqué le Mur de Berlin, déclarant qu'il y avait un nouveau mur « au milieu de l'Europe entre la liberté et l'absence de liberté. Et ce mur s'agrandit avec chaque bombe qui tombe sur l'Ukraine ». Le discours n'a pas été suivi d'un débat,. |
| 20 mars 2022     | Knesset,                                          |             | Oui                | |
| 22 mars 2022     | Chambre des députés d'Italie                      |             | Oui                | |
| 23 mars 2022     | Diète du Japon,                                   |             | Oui                | |
| 23 mars 2022     | Parlement français,                               |             | Oui                | |
| 24 mars 2022     | Riksdag de Suède,                                 |             | Oui                | |
| 29 mars 2022     | Folketing du Danemark                             |             | Oui                | |
| 30 mars 2022     | Storting de Norvège,                              |             | Oui                | |
| 31 mars 2022     | Seconde Chambre des États généraux des Pays-Bas   |             | Oui                | Il a demandé de cesser de commercer avec la Russie, y compris un boycott du gaz russe et a demandé plus d'armes,. Presque tous les parlementaire ont soutenu Zelensky. |

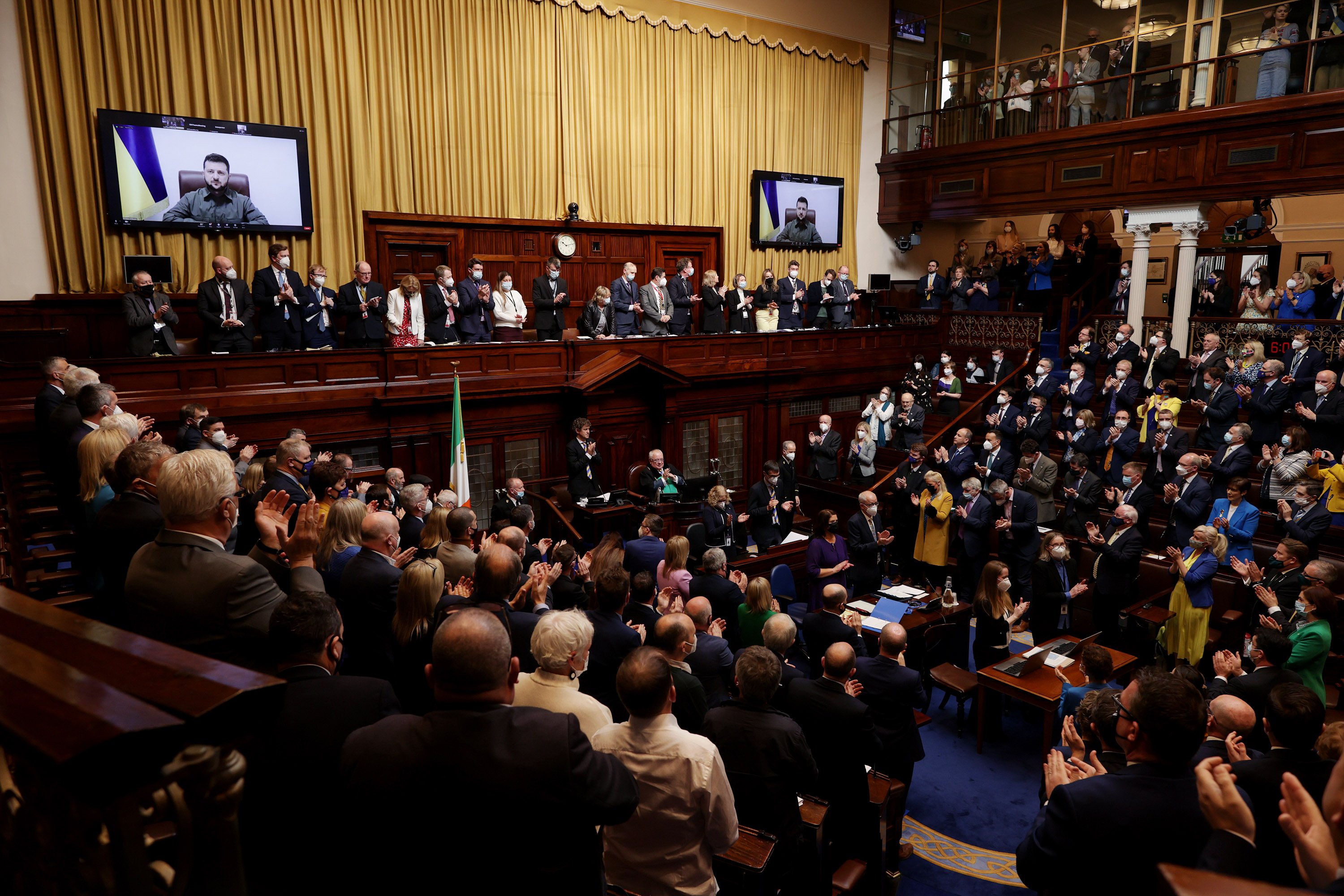
Séance conjointe des chambres du Parlement irlandais

| 31 mars 2022     | Parlement d'Australie                             |             | Oui                | A demandé des véhicules blindés Bushmaster et d'autres armes. |
| 31 mars 2022     | Parlement fédéral de Belgique                     |             | Oui                | |
| 4 avril 2022     | Parlement roumain,                                |             | Oui                | |
| 5 avril 2022     | Cortes Generales d'Espagne,                       |             | Oui                | |
| 6 avril 2022     | Oireachtas d'Irlande,                             |             | Oui                | |
| 7 avril 2022     | Chambre des représentants de Chypre,              |             | Oui                | |
| 7 avril 2022     | Boulé grecque,                                    |             | Oui                | |
| 8 avril 2022     | Parlement de Finlande                             |             | Oui                | Le site internet des ministère finlandais de la défense et des affaires étrangères ont fait l'objet d'une cyberattaque pendant le discours. |
| 11 avril 2022    | Assemblée nationale de Corée du Sud,              |             | Oui                | |
| 12 avril 2022    | Seimas de Lituanie                                |             | Oui                | |
| 13 avril 2022    | Riigikogu d'Estonie,                              |             | Oui                | |
| 21 avril 2022    | Assemblée de la République portugaise,            |             | Oui                | |
| 3 mai 2022       | Assemblée d'Albanie                               |             | Oui                | |
| 6 mai 2022       | Althing d'Islande                                 |             | Oui                | |
| 10 mai 2022      | Conseil national de Slovaquie                     |             | Oui                | |
| 10 mai 2022      | Chambre des représentants de Malte                |             | Oui                | |
| 26 mai 2022      | Saeima de Lettonie                                |             | Oui                | |
| 2 juin 2022      | Chambre des députés duLuxembourg,                 |             | Oui                | |
| 15 juin 2022     | Parlement de la République tchèque                |             | Oui                | |
| 8 juillet 2022   | Parlement slovène,                                |             | Oui                | |
| 14 décembre 2022 | Chambre des représentants de Nouvelle-Zélande     |             | Oui                | |
| 21 décembre 2022 | Congrès des États-Unis                            | Oui         |                    | Première visite à l'étranger de Volodymyr Zelensky depuis le début de l'invasion à grande échelle par la Russie. |
| 8 février 2023   | Parlement du Royaume-Uni                          | Oui         |                    | Séance conjointe de la Chambre des communes avec celle des Lords. |
| 9 février 2023   | Parlement européen                                | Oui         |                    | |
| 30 mars 2023     | Conseil national d'Autriche                       |             | Oui                | Repoussé en raison de l'opposition du parti d'extrême droite FPÖ, prorusse. Les députés de ce parti quittent la salle des séance lors du discours en signe de protestation. |
| 4 avril 2023     | Congrès national du Chili,                        |             | Oui                | |
| 4 mai 2023       | Seconde Chambre des États généraux des Pays-Bas   | Oui         |                    | |
| 15 juin 2023     | Assemblée fédérale suisse                         |             | Oui                | |
| 21 août 2023     | Folketing dannois                                 | Oui         |                    | Le Danemark annonce la livraison d'avions de combat F-16 à l'Ukraine. |
| 7 juin 2024      | Assemblée nationale française,                    | Oui         |                    | La France annonce donner des avions de combat Mirage 2000 à l'Ukraine. |
| 11 juin 2024     | Bundestag                                         | Oui         |                    | |
| 19 novembre 2024 | Parlement européen                                |             | Oui                | Marque les 1 000 jours depuis le début de l'invasion à grande échelle par le Russie. |
| 19 mars 2025     | Parlement de Finlande                             | Oui         |                    | |

## Autres
Le 24 mars, il s'est adressé au Sommet de l'OTAN.
Le 3 avril, il est apparu aux 64e cérémonie des Grammy Awards dans un discours préenregistré,.
Le 21 avril, il a prononcé un discours lors de la table ronde ministérielle de la Banque mondiale en faveur de l'Ukraine,.

### Entrevues avec les médias
Le 1er mars, des journalistes de CNN et de Reuters ont été emmenés dans une camionnette vers un "bureau administratif anonyme de l'ère soviétique" à Kiev. Il y avait des soldats entièrement armés partout. Des sacs de sable étaient visibles et des symboles ukrainiens ont été rapprochés. Zelenskyy est apparu, accueillant positivement les journalistes avec des poignées de main. Dans l'interview, il a appelé le président Joe Biden à régler la situation et a déclaré qu'il restait à voir si les pourparlers étaient une perte de temps. On parlait triomphalement de la résistance de l'Ukraine et de l'avantage de se battre sur son sol.
Dans un contexte d'échec des pourparlers, Zelensky a déclaré à Vice le 10 mars que le dialogue avec Poutine était la seule voie à suivre et qu'il était convaincu que les pourparlers finiraient par fonctionner,. Deux jours auparavant, il avait déclaré dans une interview à ABC News qu'il ne chercherait plus à devenir membre de l'OTAN, qu'il envisagerait un "compromis" concernant Donetsk et Lougansk, et s'était également adressé directement au peuple américain.

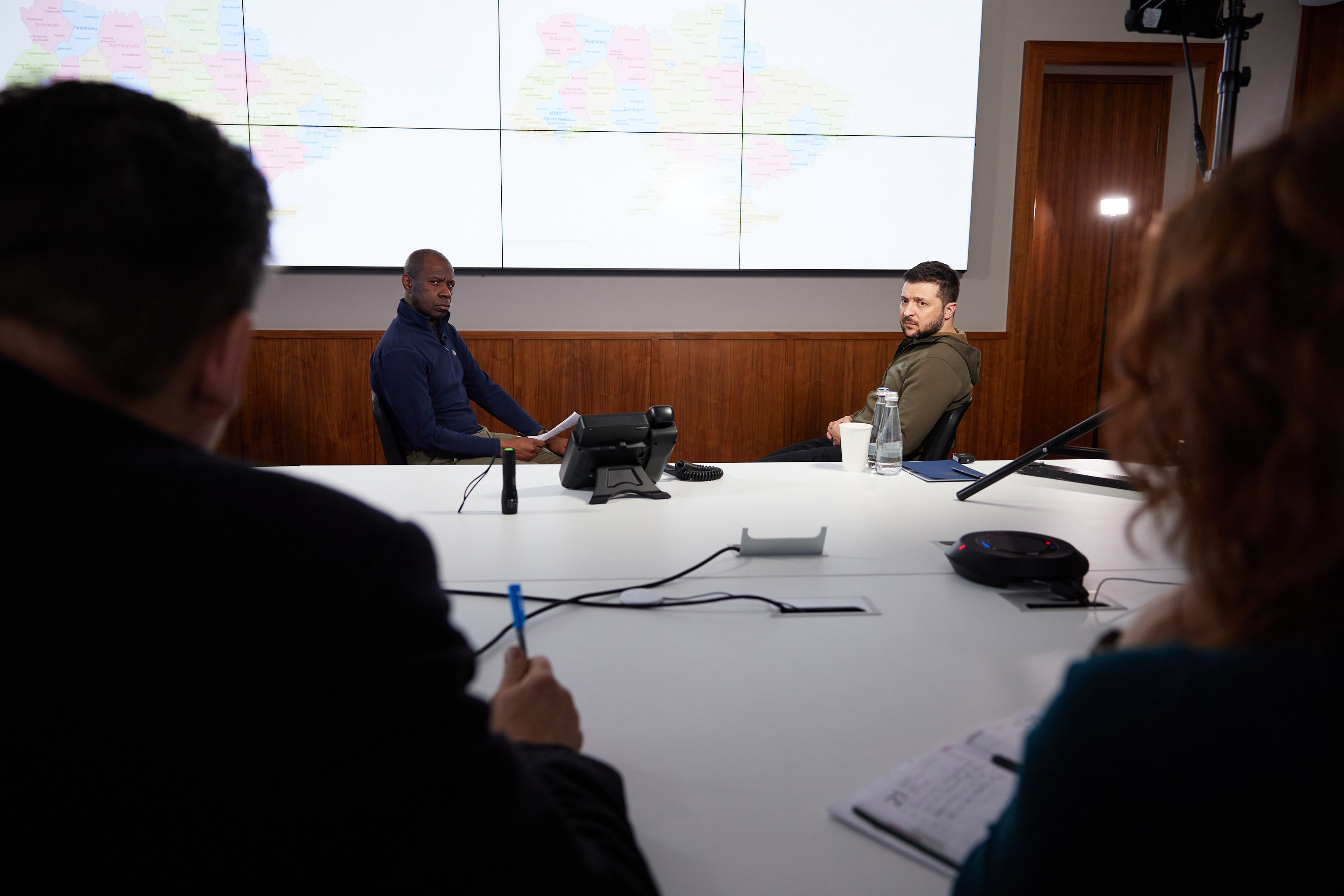
Zelensky à la BBC

Le 7 avril, Zelensky, en plus de commenter la situation sur le terrain, a déclaré à Republic TV que les sanctions devraient fonctionner comme des armes nucléaires. Il a dit que les nations ne devraient pas prétendre soutenir l'Ukraine et maintenir en même temps des relations économiques avec l'ennemi. En ce qui concerne l'Inde, il a répondu que l'Inde avait du mal à maintenir l'équilibre et que la relation de l'Inde était avec les Soviétiques et non avec les Russes. Les garanties de sécurité ont été évoquées lors de l'entretien de 60 minutes.

#### Russie
Le 27 mars 2022, Meduza, Dozhd et Kommersant ont publié une interview vidéo avec Zelenskyy, ainsi que sa transcription. Quelques minutes avant la publication de l'interview, Roskomnadzor a ordonné aux médias de ne pas la publier. Les enquêteurs étaient Ivan Kolpakov de Meduza ; Tikhon Dzyadko de  Dozhd  ; Mikhail Zygar ; Prix Nobel de la paix 2021 co-lauréat Dmitry Muratov de Novaya Gazeta (indirectement); et Vladimir Solovyov de Kommersant. Zelensky parlait en russe.
Le 21 avril, il s'est entretenu avec Mediazona.

## Réactions
Les discours du Président Zelensky ont reçu une réponse généralement positive,,,. Moira Donegan de The Guardian a déclaré que Zelensky "s'est fait un symbole du peuple ukrainien, dont le courage, la détermination et le défi surprenants face à l'agression russe ont appelé le bluff moral de l'Occident".
Jon Henley de The Guardian a déclaré que les discours de Zelensky aux parlements étrangers contenaient tous "des références historiques soigneusement choisies pour plaire au public" et que son "talent d'orateur lui a valu une renommée étrangère". Anjana Susarla de Michigan State University a déclaré que les discours de Zelensky avaient eu un impact en raison de leur authenticité, de leur capacité à se connecter avec le public des médias sociaux et de l'urgence des messages, affirmant que ses vidéos étaient "courtes, entre quatre et sept minutes, au point, relatable et très personnelles".
Dominique Arel de l'Université d'Ottawa a déclaré que Zelensky est "très doué pour l'identification dans la rhétorique. Il raconte l'histoire humaine. Il était acteur avant, mais il ne joue plus maintenant, c'est pourquoi il est si efficace." Le journaliste britannique David Patrikarakos a décrit Zelensky comme "l'homme littéral de la rue", affirmant qu'il envoyait le message suivant : "Je suis votre président, je ne me cache pas, je ne vais nulle part. Je suis pas derrière le bureau ou en costume. Je suis ici avec le risque d'être tué, comme tout le monde.
Aux Pays-Bas, presque tous les députés ont unanimement salué le discours de Zelensky, avec des mots comme "impressionnant" et "un moment historique" ont été mentionnés.
Timothy Naftali de l'Université de New York a déclaré que les discours sont "un rappel qu'il y a une lutte pour la vie ou la mort en cours - et cela oblige les politiciens à examiner en temps réel quels sont les risques acceptables." Olga Onuch de l'Université de Manchester a déclaré que l'Occident était pour "la première fois le voir comme un égal".
L'utilisation par Zelensky des médias sociaux pour diffuser des messages a également attiré l'attention des commentateurs,. Patrick Wintour de The Guardian a déclaré que Zelensky "a été constamment au téléphone avec les dirigeants occidentaux, utilisant son fil Twitter pour cajoler, encourager, gronder et louer ses alliés. Dans le processus, les sanctions considérées comme impensables il y a une semaine sont devenues une ligne de base morale." Karrin Vasby Anderson de la Colorado State University a déclaré que "l'approche de Zelensky vise à fournir aux citoyens ordinaires un contenu qu'ils peuvent utiliser facilement sur les réseaux sociaux pour faire pression sur leurs représentants politiques".
Certains commentateurs ont fait valoir que les réactions aux discours de Zelensky avaient trop tendance à l'idolâtrie,. Arwa Mahdawi de The Guardian a déclaré qu'"il y a une différence entre respecter un homme politique et le sexualiser, ou le vénérer" et que de telles réactions risquaient de banaliser la situation en Ukraine et de promouvoir des récits trop simplistes sur la situation. Certains commentateurs ont également critiqué l'utilisation par Zelensky de comparaisons avec l'Holocauste, en particulier son utilisation du terme « solution finale » dans son discours à la Knesset israélienne.